# Стивенсон, Эдвард Огастес
Э́двард Ога́стес Сти́венсон (англ. Edward Augustus Stevenson; 15 июня 1831, Лоувилл, штат Нью-Йорк — 6 июля 1895, округ Монтерей, Калифорния) — 11-й (предпоследний) губернатор территории Айдахо.

## Биография
Эдвард Огастус Стивенсон родился 15 июня 1831 года в городке Лоувилл в штате Нью-Йорк. В его семье вырос не один политик: его родной брат Чарльз стал губернатором Невады, сводный брат Джон — председателем Законодательной ассамблеи Онтарио, а двоюродный брат Эдлай — вице-президентом США. В 1839 году семья ненадолго перебралась в Канаду, а затем поселилась в округе Уоштино в Мичигане. Там Стивенсон получил образование.

### 1849—1860 годы
В 1849 году, влекомый золотой лихорадкой, Стивенсон отправился в Калифорнию.
Его политическая карьера началась с избрания мировым судьёй в округе Эль-Дорадо и членом Легислатуры Калифорнии в 1853 и 1854 годах соответственно.
10 июня 1855 года Стивенсон женился на Хэрриете Марси. Она родила ему троих детей: Фрэнка, Хэрриету и Уилмота. Через два года после женитьбы они переехали на ферму в округе Техама. Там Стивенсон два года проработал агентом по делам индейцев, пока его жена и дети не были убиты индейцами же, когда он был в рабочей поездке. После этого Стивенсон внось избрался в Легислатуру Калифорнии. Будучи членом Легислатуры, он избрался её спикером pro tempore, а также помощником шерифа и мэром города Колома.
В ноябре 1860 года Стивенсон вновь женился. Его супруга Анна Орр родила ему сына, Чарльза, который впоследствии стал прокурором столицы Айдахо Бойсе.

### 1863—1889 годы
В 1863 году Стивенсон переехал на территорию Айдахо, где разгорелась золотая лихорадка. В 1864 году он вновь стал мировым судьёй. Стивенсон трижды избирался в Легислатуру Айдахо. В 1866 и 1876 годах он проходил в верхнюю палату, а в 1874 году стал спикером нижней палаты. В 1876 году, будучи членом комиссии округа Бойсе, он начал изучать право, а двумя годами позже получил право адвокатской практики в суде. В 1882 году вместо горного дела Стивенсон занялся фермерством.

#### Губернаторство
29 сентября 1885 года, предварительно получив рекомендацию от делегата от Айдахо в Конгрессе Джона Хейли, Стивенсон был номинирован на должность губернатора территории Айдахо. Его кандидатура получила одобрение у президента Кливленда, и 10 октября 1885 года Стивенсон был назначен губернатором. Стивенсон стал единственным представителем демократической партии, ставшим губернатором территории Айдахо и первым резидентом Айдахо, избранным губернатором.
Будучи губернатором, Стивенсон лоббировал расширение почтовых маршрутов и численности военнообязанного населения. Он выступал против выжигания крупных лесных массивов, в которых проживали индейские племена. Стивенсон также лоббировал увеличение федеральных лимитов, наложенных на бюджет территории.
Пока Стивенсон пытался смягчить анти-мормонские настроения, разожжённые политикой предшествовавших ему губернаторов, в Айдахо разгорались анти-китайские. Китайцы, прибывшие в США в 1850—1860-е годы, представляли для англо-американцев экономическую угрозу. Кульминация конфликта произошла в 1885 году, когда в городе Пирс пятеро китайских торговцев были повешены по обвинению в убийстве. Министр Китая по США призвал провести полное расследование инцидента. Стивенсон признал вину висельников и потребовал депортации и дальнейшего недопущения китайцев в Айдахо.
Главным же вектором политики Стивенсона стало лоббирование расширения представительства и влияния Айдахо. Он предложил изменения в законе о создании штата Айдахо, согласно которым губернатор получал бы большие полномочия в назначении должностных лиц, а резиденты штата получали бы право голосования за Президента и Вице-президента США. В 1889 году он начал усиленно лоббировать присвоение Айдахо статуса штата. Стивенсон встретил сопротивление со стороны северных округов, пожелавших отойти к Монтане, либо Вашингтону. В то же время Невада стремилась включить южные округа Айдахо в свой состав. Эти настроения имели поддержку в Конгрессе. Но Стивенсону, имевшему дружеские связи с президентом Кливлендом, удалось добиться отрицательного решения по их принятию. С избранием президента Гаррисона губернаторство Стивенсона подошло к концу. Его преемник Джордж Шуп вступил в должность 1 мая 1889 года.

### Последние годы
Стивенсон вернулся на свою ферму. В 1894 году он попытался избраться губернатором Айдахо, но неудачно. Во время этой кампании он подорвал здоровье и отправился на лечение в округ Монтерей в Калифорнии, где 6 июля 1895 года скончался от передозировки лауданума. Эдвард Стивенсон похоронен в Бойсе.